# Rhodes Head
Das Rhodes Head ist eine hoch aufragende und markante Landspitze an der Scott-Küste des ostantarktischen Viktorialands. Sie bildet den Ausläufer des McCarthy Ridge an der Südostseite der Eisenhower Range und ragt in die Nansen-Eistafel hinein.
Der United States Geological Survey kartierte sie anhand eigener Vermessungen und Luftaufnahmen der United States Navy aus den Jahren von 1955 bis 1963. Das Advisory Committee on Antarctic Names benannte sie 1968 nach James C. Rhodes vom United States Marine Corps, Kommandant einer LC-130 der Navy-Flugstaffel VX-6 in mehreren antarktischen Sommerkampagnen bis 1967.